# Barrisca
Barrisca is een geslacht van spinnen uit de  familie van de Trechaleidae.

## Soorten
- Barrisca kochalkai Platnick, 1978
- Barrisca nannella Chamberlin & Ivie, 1936